# Charles-Marie Guillois
Charles-Marie Guillois, né le 27 mai 1910 à Penvénan (Côtes-du-Nord) et mort à Port-Blanc (Côtes-d'Armor) le 19 juillet 1994, est un marin, résistant au sein des Forces navales françaises libres. Il est connu pour avoir rejoint de Gaulle en Angleterre et être la voix bretonne de la France libre.

## Biographie
Charles-Marie Guillois rejoignit les Forces françaises libres après que son bateau, le Vauquois, ait coulé, victime d'une mine en Mer d'Iroise le 18 juin 1940.
Il fut à l'occasion le chauffeur du général De Gaulle à Londres et, comme il parlait parfaitement le breton, ce que remarqua Jean Marin, c'est lui qui traduisit et lut en breton l'appel du 18 juin à la BBC. Il en profita pour ajouter en breton : « Me'zo Koko deus Porzh-Gwenn » (« Je suis Coco de Port-Blanc ») ; sa mère, prévenue par une voisine qui avait entendu le message, annula le service religieux qu'elle avait commandé pour le décès de son fils. Il fut pendant quelques mois la voix bretonne de la France Libre, appelant tous les hommes valides à rejoindre l'Angleterre pour continuer la lutte, contribuant ainsi à renforcer les rangs des Forces françaises libres. 
« Évidemment, je n’avais jamais fait de radio. J’étais heureux et fier de savoir que la France et la Bretagne m’écoutaient. Je n’écrivais pas de messages personnels. Je faisais simplement partie du groupe. Je traduisais les textes avant de les lire en breton » a-t-il déclaré après la guerre. 
Charles-Marie Guillois embarqua ensuite sur le Savorgnan de Brazza comme second maître torpilleur et participa à la Campagne d'Afrique.
Ancien président des Forces navales françaises libres et des Français Libres de Grande-Bretagne (il vécut à Londres après la guerre, y tenant un commerce d'antiquités), il revint dans son village natal en 1990.